# Convento de Las Brígidas (Lasarte-Oria)
 El convento de Las Brígidas en Lasarte-Oria (Provincia de Guipúzcoa, España) queda constituido por la capilla y dos cuerpos en línea recta NE a SO. En estos cuerpos de planta baja y una altura, se instalaron las celdas y los servicios. El lado NE se cierra con otro pabellón, mientras que en el otro extremo se sitúa otro cuerpo similar, de fecha posterior, lo que le confiere al convento una planta en U, entre cuyos brazos se dispone un jardín arbolado. Detrás de la capilla y de los cuerpos de servicios se encuentran las huertas, cerradas por muros de piedra.
Los volúmenes, de poca altura, enlazados y continuos, están claramente diferenciados. Domina el cuerpo central de la iglesia o capilla, de fachada con frontón triangular y cubierta a dos aguas, a cuyos lados se adosan, algo remetidos, dos cuerpos simétricos más bajos, también a dos aguas pero de caballete longitudinal. Otros dos volúmenes salen de sus extremos volviendo a tomar la directriz ortogonal, de modo que se forma un patio o plaza ajardinada rectangular, abierta a la trama urbana. La pequeña torre se sitúa, descentrada, en el lado nordeste, algo remetida en relación con la portada.
Otras dependencias bajas y estrechas -el noviciado, la escuadra del patio de la alberca, las cuadras y el "tinglado" o larga solana abierta al SO- situadas en su mayoría en el lado NE, completan este conjunto lineal irregular, cuyo elemento principal y organizador es el cuerpo original de la capilla y sus alas laterales.

## Historia
Fue fundado por Miguel de Oquendo y Molina y por su esposa Teresa de San Millán para albergar una imagen de Nuestra Señora del Consuelo de alabastro policromado que vino de Brasil. Miguel le hizo una promesa a la virgen tras haber salvado la vida, lo que dio origen al convento. Sus hijas también estaban en un convento de la misma orden pero en Vitoria. La abadesa de ese mismo convento llevaría la dirección del recién creado y las hijas se mudarían al mismo. El 7 de enero de 1671 consiguieron la escritura fundacional del convento en San Sebastián y se inauguró el 21 de julio de 1675 con un gran festejo en todo el vecindario.
Esta imagen de Nuestra Señora del Consuelo, la heredó Miguel de su tía María de Oquendo, y ella, la recibió de su duelo original, un hombre de Santander que residía en Brasil, y que en 1638, fue asaltado por las tropas holandesas en su casa, donde un soldado tiró la imagen de la Virgen y le cortó las manos, muriendo al momento. Los lienzos laterales del convento de Pablo Uranga de 1904, están colocados en conmemoración de estos hechos.

## Organización espacial y tipo
La iglesia o capilla, verdadero espacio organizador del conjunto, sitúa su eje en la perpendicular al plano SE, en el centro de la base de la "U". Dispone de una sola nave, y queda precedida por un pequeño pórtico y una sencilla torre que se alza a un lado de la fachada. La nave "ovalada" tiene dimensiones reducidas, 13 metros de largo por 8 metros de ancho, con dos tramos cubiertos con bóvedas de lunetos, que descansan en un entablamento sostenido por pilastras adosadas a los muros de carga. Un tercer tramo, de forma absidial, constituiría la primera cabecera, que posteriormente se continuó, a través de un gran arco, en el ábside actual, circular al interior pero de forma rectangular al exterior.
"La arquitectura de la sacristía ofrece igualmente un bello conjunto, que tiene planta hexagonal, de lados desiguales, con columnas estriadas y adosadas a los seis lados y que sostienen la cornisa apoyada sobre capiteles clásicos" (Luis Murugarren).
El profundo coro alto, situado a los pies, sobre arco carpanel, cerrado y con reja, avanza hasta la mitad de la nave. La iluminación de la capilla se realiza mediante 3 ventanas rectangulares abocinadas, situadas en el lado del Evangelio; dos de ellas se abren en los dos tramos de las bóvedas de lunetos; la tercera se abre al presbiterio. La capilla dispone de accesos a los pies y ambos lados, estando el del Evangelio muy decorado. El acceso principal, desde el jardín, se realiza mediante una portada protegida por un pórtico.
El jardín delantero, que cuenta con una doble hilera de plátanos, conecta las puertas de los pabellones enfrentados, y se interrumpe para dar paso al pórtico de acceso a la capilla. Queda cerrado a la plaza de las Brígidas por una verja.

## Análisis formal y compositivo

### Generalidades
Dos son los aspectos que, sobre otros, centran el interés cultural del Convento: uno general, con la característica e importante presencia urbana del morfotipo conventual, sus volúmenes, vacíos y articulaciones, y otro particular, con la singular arquitectura de la iglesia, la cual concentra el mayor esfuerzo artístico de la obra.
La original combinación de los espacios y sus cubriciones, producto de transformaciones del tipo original, con la agregación del presbiterio circular, ha creado un curioso juego de planos y líneas curvas y alabeadas muy propios de la concepción artística del período barroco, libre de las rigideces de la "arquitectura recta".

### Las fachadas
La fachada de la iglesia es muy sencilla y presenta tres cuerpos en altura: el inferior, con pequeño pórtico a dos aguas de frontón triangular con óculo y acceso bajo arco escarzano; el intermedio, con un ventanal de dintel tallado y flanqueado por escudos; el superior corresponde al remate en frontón triangular, con cruz de piedra y pináculos en los extremos. A un lado de la fachada y sobre la cubierta, se alza la sencilla torre, de base cuadrada y con un vano de medio punto a cada lado para las campanas. Tiene cubierta piramidal truncada y rematada por un campanil.
Los cuerpos que completan el convento tienen planta baja y una altura; llevan cercos, platabandas y cornisa de piedra, que los relaciona. El resto queda enlucido, pudiendo tratarse de mampostería; o como en el pabellón NE, ladrillo en la parte superior y mampostería en la inferior. Todos los huecos son ventanas enrejadas, en planta baja apaisadas y en la primera con enmarque esculpido moldurado, y sobre ellas y alternando, se observan los anagramas de María y de Jesús.
Destaca la portada del siglo XVII del pabellón NE.: puerta en arco de medio punto con cerco recto, bajo imposta que resuelve el cambio de material, de mampostería en el piso bajo a ladrillo visto en el alto. Sobre la puerta, se decora el paño superior encuadrando entre dos pilastras laterales - ligeramente resaltadas con motivos en esferas, pináculos y estrías - y el arco rebajado superior, un gran escudo bordeado de una molduración con motivos barrocos, volutas, dentículos, cordones, etc. muy libres y algo torpes e ingenuos, pero graciosos y efectivos. Al extremo de esta fachada, en el refuerzo de sillería, se ubica un escudo en ángulo.

### El interior
Al interior de la capilla, el aparejo está enlucido y pintado, resaltando los elementos de carácter más estructural, imposta, pilastras, cornisas y cercos de puertas, en imitación a piedra. El resto se decora con pinturas de aire "naïf": motivos arquitectónicos y vegetales ritmados en los tambores, arcos y lunetos; la gran bóveda del presbiterio se decora con nubes y angelotes.
En los lados de la nave destacan dos murales de 1904 pintados por Pablo Uranga.

## Análisis constructivo
Se combinan los sistemas, abovedado en la capilla y adintelado en el resto de los cuerpos que tienen un carácter más urbano.
Las bóvedas son rebajadas, esférica la del presbiterio y de cañón con arcos fajones y lunetos las de la nave. Los arcos son de medio punto, carpaneles y rebajados, al modo barroco, según su emplazamiento; e incluso de otras formas irregulares, como el del acceso al presbiterio, algo apuntado.
Se utiliza sillería de arenisca, mampostería vista y enlucida, e incluso ladrillo en los cuerpos del NE, resaltando las partes reforzadas con sillares vistos, algunos labrados, y los cercos de las aberturas, ventanas y óculos, y los escudos.
La fachada de la iglesia es de sillería de arenisca, salvo un panel enlucido a media altura que lleva la ventana central con el dintel tallado.